# Světový pohár v biatlonu 2023/2024
Světový pohár v biatlonu 2023/2024 byl 47. ročníkem světového poháru pořádaným Mezinárodní biatlonovou unií (IBU). 
Probíhal od 25. listopadu 2023, kdy odstartoval ve švédském Östersundu závodem smíšených dvojic, do 17. března 2024, kdy skončil zastávkou v kanadském Canmore.
Hlavní událostí tohoto ročníku bylo mistrovství světa konané v Novém Městě na Moravě v únoru 2024. Mistrovství není oficiální součástí Světového poháru a výsledky z něj se do celkového hodnocení jednotlivců nezapočítávají.
Celkové vítězství z předchozí sezóny obhajovali Nor Johannes Thingnes Bø mezi muži a Francouzka Julia Simonová mezi ženami.
V celkovém hodnocení mezi muži triumf obhájil Nor Johannes Thingnes Bø, když si vítězství zajistil již v předposledním závodě sezóny. Jednalo se o jeho pátý velký křišťálový glóbus. Mezi ženami poprvé triumfovala Lisa Vittozziová, která jistotu celkového vítězství získala až na základě výsledků posledního závodu soutěže.
V únoru 2021 rozhodla IBU o jednotlivých podnicích této sezóny. Poprvé od ročníku 2018/2019 byly v kalendáři zařazeny zastávky v Severní Americe – v americkém Soldier Hollow a kanadském Canmore.
Nižší okruh biatlonových závodů představoval IBU Cup.

## Program
| Místo konání              | Datum konání                     | Sprint | Stíhací závod | Závod s hromadným startem | Vytrvalostní závod | Štafeta | Smíšená štafeta | Smíšený závod dvojic |
| ------------------------- | -------------------------------- | ------ | ------------- | ------------------------- | ------------------ | ------- | --------------- | -------------------- |
| Östersund                 | 25. listopadu – 3. prosince 2023 | ●      | ●             |                           | ●                  | ●       | ●               | ●                    |
| Hochfilzen                | 8.–10. prosince 2023             | ●      | ●             |                           |                    | ●       |                 |                      |
| Lenzerheide               | 14.–17. prosince 2023            | ●      | ●             | ●                         |                    |         |                 |                      |
| Oberhof                   | 4.–7. ledna 2024                 | ●      | ●             |                           |                    | ●       |                 |                      |
| Ruhpolding                | 10.–14. ledna 2024               | ●      | ●             |                           |                    | ●       |                 |                      |
| Anterselva                | 18.–21. ledna 2024               |        |               | ●                         | ●                  |         | ●               | ●                    |
| Nové Město na Moravě (MS) | 7.–18. února 2024                | ●      | ●             | ●                         | ●                  | ●       | ●               | ●                    |
| Oslo-Holmenkollen         | 29. února – 3. března 2024       |        |               | ●                         | ●                  |         | ●               | ●                    |
| Soldier Hollow            | 8.–10. března 2024               | ●      | ●             |                           |                    | ●       |                 |                      |
| Canmore                   | 14.–17. března 2024              | ●      | ●             | ●                         |                    |         |                 |                      |
| Celkově                   | Celkově                          | 8      | 8             | 5                         | 4                  | 6       | 4               | 4                    |

Na zastávce v Anterselvě se jel zkrácený vytrvalostní závod místo klasického. Muži jeli 15 km místo 20 km, ženský závod byl dlouhý 12,5 km místo klasických 15 km.

## Změny ve Světovém poháru
Byla zavedena nová pravidla pro závody Světového poháru. 
- V souhlasu s nařízením Evropského parlamentu REACH je nově zakázáno používání vosku na lyže s fluorem.[10][11]
- Závody smíšených štafet mají nově jednotnou délku 4×6 km bez ohledu na to, jestli jako první startují v závodě muži nebo ženy.
- Rozšířena byla také práva tzv. osobních startů, a to vítěze posledního ročníku IBU Cupu (Nora Endre Strømsheima a Švédku Tildu Johanssonovou) pro první dvě zastávky světového poháru v Östersundu a Hochfilzenu.[12]

## Počet nasazených závodníků podle země
Podle toho, jak se státy umístily v hodnocení národů v předchozím ročníku, se určil nejvyšší počet žen a mužů, který může země nasadit do sprintu a vytrvalostního závodu. Nad rámec této kvóty udělila Mezinárodní biatlonová unie osm divokých karet platných pouze první trimestr světového poháru.
Nad rámec uvedených kvót získali pro sebe právo startu v první a druhé zastávce Světového poháru vítězové posledního ročníku IBU Cupu Nor Endre Strømsheim a Švédka Tilda Johanssonová. Norsko a Švédsko tak v Östersundu a Hochfilzenu mohli nasadit až sedm závodníků.
Pro poslední zastávku Světového pohár sezóny udělil IBU další startovní kvóty, když každý národ obdržel jedno dodatečné místo na sportovce v první desítce celkového hodnocení IBU Cupu za dokončený rok, nejvýše však dvě taková místa. Právo osobního startu měl také juniorský závodník, který dosáhl nejvyššího počtu bodů v aktuální sezóně juniorského mistrovství světa.
Muži:
- 6 závodníků:  Norsko,  Francie,  Německo,  Švédsko,  Švýcarsko ↑
- 5 závodníků:  Česko,  Rakousko,  Itálie ↓,   Ukrajina,  Finsko
- 4 závodníci: ,  Slovinsko  ↓,  USA,  Rumunsko ↑,  Litva,  Kanada,   Estonsko ↑,  Polsko↑
- 3 závodníci:  Lotyšsko,  Kazachstán,  Belgie,  Bulharsko ↓,  Moldavsko ↑,  Japonsko↓,
- 2 závodníci:  Slovensko ↓,  Jižní Korea ↑↑
- 0 závodníků:  Čína ↓↓

Ženy:
- 6 závodnic:  Francie,  Švédsko,  Norsko,  Německo,  Itálie ↑
- 5 závodnic:  Švýcarsko,  Rakousko,   Česko ↓,  Finsko,  Ukrajina
- 4 závodnice:  Estonsko,  Polsko,   USA  ↓,  Kanada,   Slovensko ↑,   Slovinsko ↑↑,   Bulharsko ↑
- 3 závodnice:  Japonsko ↓,   Rumunsko,  Lotyšsko,  Moldavsko,  Litva ↑↑↑,  Jižní Korea ↑
- 2 závodnice:  Belgie,   Kazachstán ↓↓
- 0 závodnic:  Čína ↓↓

Šipky ↑/↓ značí, o kolik se počet závodníků dané země oproti předcházejícímu ročníku světového poháru zvýšil nebo snížil.

## Světový pohár a mistrovství světa – pódiové umístění

### Muži
| Č.  | datum              | místo             | disciplína         | délka   | vítěz                      | druhé místo                | třetí místo                | žlutý trikot (po závodě) |
| --- | ------------------ | ----------------- | ------------------ | ------- | -------------------------- | -------------------------- | -------------------------- | ------------------------ |
| 1.  | 26. listopadu 2023 | Östersund         | vytrvalostní závod | 20 km   | Roman Rees                 | Justus Strelow             | Johannes Thingnes Bø       | Rees                     |
| 2.  | 2. prosince 2023   | Östersund         | sprint             | 10 km   | Philipp Nawrath            | Tarjei Bø                  | Vebjørn Sørum              | Nawrath                  |
| 3.  | 3. prosince 2023   | Östersund         | stíhací závod      | 12,5 km | Sebastian Samuelsson       | Philipp Nawrath            | Vetle Sjåstad Christiansen | Nawrath                  |
| 4.  | 8. prosince 2023   | Hochfilzen        | sprint             | 10 km   | Tarjei Bø                  | Sturla Holm Laegreid       | Sebastian Samuelsson       | Samuelsson               |
| 5.  | 9. prosince 2023   | Hochfilzen        | stíhací závod      | 12,5 km | Johannes Thingnes Bø       | Johannes Dale-Skjevdal     | Tarjei Bø                  | T. Bø                    |
| 6.  | 15. prosince 2023  | Lenzerheide       | sprint             | 10 km   | Benedikt Doll              | Johannes Thingnes Bø       | Philipp Nawrath            | T. Bø                    |
| 7.  | 16. prosince 2023  | Lenzerheide       | stíhací závod      | 12,5 km | Johannes Thingnes Bø       | Endre Strømsheim           | Sturla Holm Laegreid       | J. T. Bø                 |
| 8.  | 17. prosince 2023  | Lenzerheide       | hromadný start     | 15 km   | Johannes Thingnes Bø       | Johannes Dale-Skjevdal     | Tarjei Bø                  | J. T. Bø                 |
| 9.  | 5. ledna 2024      | Oberhof           | sprint             | 10 km   | Benedikt Doll              | Sturla Holm Laegreid       | Endre Strømsheim           | J. T. Bø                 |
| 10. | 6. ledna 2024      | Oberhof           | stíhací závod      | 12,5 km | Endre Strømsheim           | Sturla Holm Laegreid       | Johannes Dale-Skjevdal     | J. T. Bø                 |
| 11. | 13. ledna 2024     | Ruhpolding        | sprint             | 10 km   | Vetle Sjåstad Christiansen | Tommaso Giacomel           | Tarjei Bø                  | J. T. Bø                 |
| 12. | 14. ledna 2024     | Ruhpolding        | stíhací závod      | 12,5 km | Johannes Dale-Skjevdal     | Vetle Sjåstad Christiansen | Johannes Thingnes Bø       | J. T. Bø                 |
| 13. | 18. ledna 2024     | Anterselva        | vytrvalostní závod | 15 km   | Johannes Thingnes Bø       | Tarjei Bø                  | Johannes Kühn              | J. T. Bø                 |
| 14. | 21. ledna 2024     | Anterselva        | hromadný start     | 15 km   | Vetle Sjåstad Christiansen | Johannes Dale-Skjevdal     | Vebjørn Sørum              | J. T. Bø                 |
| MS  | 10. února 2024     | Nové Město (MS)   | sprint             | 10 km   | Sturla Holm Laegreid       | Johannes Thingnes Bø       | Vetle Sjåstad Christiansen | —                        |
| MS  | 11. února 2024     | Nové Město (MS)   | stíhací závod      | 12,5 km | Johannes Thingnes Bø       | Sturla Holm Laegreid       | Vetle Sjåstad Christiansen | —                        |
| MS  | 14. února 2024     | Nové Město (MS)   | vytrvalostní závod | 20 km   | Johannes Thingnes Bø       | Tarjei Bø                  | Benedikt Doll              | —                        |
| MS  | 18. února 2024     | Nové Město (MS)   | hromadný start     | 15 km   | Johannes Thingnes Bø       | Andrejs Rastorgujevs       | Quentin Fillon Maillet     | —                        |
| 15. | 1. března 2024     | Oslo-Holmenkollen | vytrvalostní závod | 20 km   | Sturla Holm Laegreid       | Tarjei Bø                  | Vetle Sjåstad Christiansen | J. T. Bø                 |
| 16. | 2. března 2024     | Oslo-Holmenkollen | hromadný start     | 15 km   | Sturla Holm Laegreid       | Benedikt Doll              | Jesper Nelin               | J. T. Bø                 |
| 17. | 9. března 2024     | Soldier Hollow    | sprint             | 10 km   | Éric Perrot                | Émilien Jacquelin          | Johan-Olav Botn            | J. T. Bø                 |
| 18. | 10. března 2024    | Soldier Hollow    | stíhací závod      | 12,5 km | Johannes Thingnes Bø       | Tarjei Bø                  | Émilien Jacquelin          | J. T. Bø                 |
| 19. | 15. března 2024    | Canmore           | sprint             | 10 km   | Johannes Thingnes Bø       | Tommaso Giacomel           | Tarjei Bø                  | J. T. Bø                 |
| 20. | 16. března 2024    | Canmore           | stíhací závod      | 12,5 km | Johannes Thingnes Bø       | Sebastian Samuelsson       | Éric Perrot                | J. T. Bø                 |
| 21. | 17. března 2024    | Canmore           | hromadný start     | 15 km   | Johannes Thingnes Bø       | Johannes Dale-Skjevdal     | Émilien Jacquelin          | J. T. Bø                 |

Vysvětlivky
1. ↑  Sprint mužů byl původně naplánován na odpoledne 4. ledna. Kvůli předpovědi teplého počasí, deště a silného větru byl přesunut na dopoledne 5. ledna.[14]

### Ženy
| Č.  | datum              | místo             | disciplína         | délka   | vítězka                       | druhé místo                   | třetí místo                   | žlutý trikot (po závodě) |
| --- | ------------------ | ----------------- | ------------------ | ------- | ----------------------------- | ----------------------------- | ----------------------------- | ------------------------ |
| 1.  | 26. listopadu 2023 | Östersund         | vytrvalostní závod | 15 km   | Lisa Vittozziová              | Franziska Preussová           | Vanessa Voigtová              | Vittozziová              |
| 2.  | 1. prosince 2023   | Östersund         | sprint             | 7,5 km  | Lou Jeanmonnotová             | Karoline Offigstad Knottenová | Juni Arnekleivová             | Preussová Knottenová     |
| 3.  | 3. prosince 2023   | Östersund         | stíhací závod      | 10 km   | Lou Jeanmonnotová             | Franziska Preussová           | Vanessa Voigtová              | Preussová                |
| 4.  | 8. prosince 2023   | Hochfilzen        | sprint             | 7,5 km  | Ingrid Landmark Tandrevoldová | Elvira Öbergová‎               | Justine Braisazová-Bouchetová | Jeanmonnotová            |
| 5.  | 9. prosince 2023   | Hochfilzen        | stíhací závod      | 10 km   | Elvira Öbergová‎               | Lena Häckiová-Großová         | Ingrid Landmark Tandrevoldová | Tandrevoldová            |
| 6.  | 14. prosince 2023  | Lenzerheide       | sprint             | 7,5 km  | Justine Braisazová-Bouchetová | Ingrid Landmark Tandrevoldová | Lisa Vittozziová              | Tandrevoldová            |
| 7.  | 16. prosince 2023  | Lenzerheide       | stíhací závod      | 10 km   | Justine Braisazová-Bouchetová | Julia Simonová                | Marit Ishol Skoganová         | Tandrevoldová            |
| 8.  | 17. prosince 2023  | Lenzerheide       | hromadný start     | 12,5 km | Justine Braisazová-Bouchetová | Elvira Öbergová               | Hanna Öbergová                | Braisazová-Bouchetová    |
| 9.  | 5. ledna 2024      | Oberhof           | sprint             | 7,5 km  | Justine Braisazová-Bouchetová | Franziska Preussová           | Sophie Chauveauová            | Braisazová-Bouchetová    |
| 10. | 6. ledna 2024      | Oberhof           | stíhací závod      | 10 km   | Julia Simonová                | Justine Braisazová-Bouchetová | Ingrid Landmark Tandrevoldová | Braisazová-Bouchetová    |
| 11. | 12. ledna 2024     | Ruhpolding        | sprint             | 7,5 km  | Ingrid Landmark Tandrevoldová | Mona Brorssonová              | Lisa Vittozziová              | Braisazová-Bouchetová    |
| 12. | 14. ledna 2024     | Ruhpolding        | stíhací závod      | 10 km   | Lisa Vittozziová              | Ingrid Landmark Tandrevoldová | Juni Arnekleivová             | Tandrevoldová            |
| 13. | 19. ledna 2024     | Anterselva        | vytrvalostní závod | 12,5 km | Lena Häckiová-Großová         | Julia Simonová                | Lou Jeanmonnotová             | Tandrevoldová            |
| 14. | 21. ledna 2024     | Anterselva        | hromadný start     | 12,5 km | Julia Simonová                | Lou Jeanmonnotová             | Lena Häckiová-Großová         | Tandrevoldová            |
| MS  | 9. února 2024      | Nové Město (MS)   | sprint             | 7,5 km  | Julia Simonová                | Justine Braisazová-Bouchetová | Lou Jeanmonnotová             | —                        |
| MS  | 11. února 2024     | Nové Město (MS)   | stíhací závod      | 10 km   | Julia Simonová                | Lisa Vittozziová              | Justine Braisazová-Bouchetová | —                        |
| MS  | 13. února 2024     | Nové Město (MS)   | vytrvalostní závod | 15 km   | Lisa Vittozziová              | Janina Hettichová-Walzová     | Julia Simonová                | —                        |
| MS  | 18. února 2024     | Nové Město (MS)   | hromadný start     | 12,5 km | Justine Braisazová-Bouchetová | Lisa Vittozziová              | Lou Jeanmonnotová             | —                        |
| 15. | 1. března 2024     | Oslo-Holmenkollen | vytrvalostní závod | 15 km   | Ingrid Landmark Tandrevoldová | Elvira Öbergová               | Ida Lienová                   | Tandrevoldová            |
| 16. | 2. března 2024     | Oslo-Holmenkollen | hromadný start     | 12,5 km | Lena Häckiová-Großová         | Julia Simonová                | Lou Jeanmonnotová             | Tandrevoldová            |
| 17. | 8. března 2024     | Soldier Hollow    | sprint             | 7,5 km  | Justine Braisazová-Bouchetová | Ingrid Landmark Tandrevoldová | Lou Jeanmonnotová             | Tandrevoldová            |
| 18. | 10. března 2024    | Soldier Hollow    | stíhací závod      | 10 km   | Lou Jeanmonnotová             | Lisa Vittozziová              | Julia Simonová                | Tandrevoldová            |
| 19. | 14. března 2024    | Canmore           | sprint             | 7,5 km  | Lisa Vittozziová              | Lou Jeanmonnotová             | Lena Häckiová-Großová         | Tandrevoldová            |
| 20. | 16. března 2024    | Canmore           | stíhací závod      | 10 km   | Lisa Vittozziová              | Lou Jeanmonnotová             | Justine Braisazová-Bouchetová | Vittozziová              |
| 21. | 17. března 2024    | Canmore           | hromadný start     | 12,5 km | Lou Jeanmonnotová             | Janina Hettichová-Walzová     | Gilonne Guigonnatová          | Vittozziová              |

Vysvětlivky
1. ↑  Sprint žen byl původně naplánován na 29. února 2024. Kvůli špatné viditelnosti z důvody mlhy byl závod o jeden den posunut.[15]

### Mužská štafeta (4×7,5km)
| Č. | Datum              | Místo           | Vítězové                                                                               | Druhé místo                                                                          | Třetí místo                                                               | Vedoucí disciplíny (po závodě) |
| -- | ------------------ | --------------- | -------------------------------------------------------------------------------------- | ------------------------------------------------------------------------------------ | ------------------------------------------------------------------------- | ------------------------------ |
| 1. | 30. listopadu 2023 | Östersund       | NorskoEndre Strømsheim Tarjei Bø Johannes Thingnes Bø Vetle Sjåstad Christiansen       | FrancieÉric Perrot Émilien Jacquelin Fabien Claude Quentin Fillon Maillet            | NěmeckoDavid Zobel Philipp Nawrath Benedikt Doll Johannes Kühn            | Norsko                         |
| 2. | 10. prosince 2023  | Hochfilzen      | NorskoSturla Holm Laegreid Tarjei Bø Johannes Thingnes Bø Vetle Sjåstad Christiansen   | FrancieÉric Perrot Émilien Jacquelin Fabien Claude Quentin Fillon Maillet            | NěmeckoDavid Zobel Johannes Kühn Philipp Nawrath Benedikt Doll            | Norsko                         |
| 3. | 7. ledna 2024      | Oberhof         | NorskoEndre Strømsheim Sturla Holm Laegreid Tarjei Bø Johannes Thingnes Bø             | NěmeckoRoman Rees Benedikt Doll Philipp Nawrath Philipp Horn                         | ItálieElia Zeni Didier Bionaz Lukas Hofer Tommaso Giacomel                | Norsko                         |
| 4. | 11. ledna 2024     | Ruhpolding      | NorskoSturla Holm Laegreid Johannes Dale-Skjevdal Tarjei Bø Vetle Sjåstad Christiansen | NěmeckoJustus Strelow Johannes Kühn Benedikt Doll Philipp Nawrath                    | ItálieElia Zeni Didier Bionaz Lukas Hofer Tommaso Giacomel                | Norsko                         |
| MS | 17. února 2024     | Nové Město (MS) | ŠvédskoViktor Brandt Jesper Nelin Martin Ponsiluoma Sebastian Samuelsson               | NorskoSturla Holm Laegreid Tarjei Bø Johannes Thingnes Bø Vetle Sjåstad Christiansen | FrancieÉric Perrot Fabien Claude Émilien Jacquelin Quentin Fillon Maillet | —                              |
| 5. | 8. března 2024     | Soldier Hollow  | NorskoSturla Holm Laegreid Tarjei Bø Johannes Thingnes Bø Vetle Sjåstad Christiansen   | ItáliePatrick Braunhofer Tommaso Giacomel Didier Bionaz Lukas Hofer                  | NěmeckoJustus Strelow Johannes Kühn Benedikt Doll Philipp Nawrath         | Norsko                         |

### Ženská štafeta (4×6km)
| Č. | Datum              | Místo           | Vítězky | Druhé místo                                                                                               | Třetí místo                                                                                | Vedoucí disciplíny (po závodě) |
| -- | ------------------ | --------------- | --- | --- | ------------------------------------------------------------------------------------------ | ------------------------------ |
| 1. | 29. listopadu 2023 | Östersund       | NorskoMarthe Kråkstad Johansenová Juni Arnekleivová Karoline Offigstad Knottenová Ingrid Landmark Tandrevoldová | ŠvédskoAnna Magnussonová Linn Perssonová Elvira Öbergová Hanna Öbergová                                   | NěmeckoJanina Hettichová-Walzová Selina Grotianová Vanessa Voigtová Franziska Preussová    | Norsko                         |
| 2. | 10. prosince 2023  | Hochfilzen      | NorskoJuni Arnekleivová Marit Ishol Skoganová Karoline Offigstad Knottenová Ingrid Landmark Tandrevoldová       | ŠvédskoAnna Magnussonová Mona Brorssonová Hanna Öbergová Elvira Öbergová                                  | FrancieGilonne Guigonnatová Lou Jeanmonnotová Justine Braisazová-Bouchetová Julia Simonová | Norsko                         |
| 3. | 7. ledna 2024      | Oberhof         | FrancieLou Jeanmonnotová Justine Braisazová-Bouchetová Sophie Chauveauová Julia Simonová                        | NorskoJuni Arnekleivová Marit Ishol Skoganová Karoline Offigstad Knottenová Ingrid Landmark Tandrevoldová | ŠvédskoAnna Magnussonová Linn Perssonová Hanna Öbergová Elvira Öbergová                    | Norsko                         |
| 4. | 10. ledna 2024     | Ruhpolding      | FrancieLou Jeanmonnotová Jeanne Richardová Sophie Chauveauová Julia Simonová                                    | ŠvédskoAnna Magnussonová Linn Perssonová Mona Brorssonová Elvira Öbergová                                 | NěmeckoJanina Hettichová-Walzová Sophia Schneiderová Franziska Preussová Hanna Kebingerová | Norsko                         |
| MS | 17. února 2024     | Nové Město (MS) | FrancieLou Jeanmonnotová Sophie Chauveauová Justine Braisazová-Bouchetová Julia Simonová                        | ŠvédskoAnna Magnussonová Linn Perssonová Hanna Öbergová Elvira Öbergová                                   | NěmeckoJanina Hettichová-Walzová Selina Grotianová Vanessa Voigtová Sophia Schneiderová    | —                              |
| 5. | 8. března 2024     | Soldier Hollow  | NorskoJuni Arnekleivová Ida Lienová Karoline Offigstad Knottenová Ingrid Landmark Tandrevoldová                 | NěmeckoJanina Hettichová-Walzová Selina Grotianová Vanessa Voigtová Julia Kinková                         | ŠvédskoAnna Magnussonová Mona Brorssonová Hanna Öbergová Elvira Öbergová                   | Norsko                         |

### Smíšené závody
| Č. | Datum              | Místo             | Disciplína           | Vítězové                                                                                        | Druhé místo                                                                                      | Třetí místo                                                                    | Vedoucí disciplíny (po závodě) |
| -- | ------------------ | ----------------- | -------------------- | ----------------------------------------------------------------------------------------------- | ------------------------------------------------------------------------------------------------ | ------------------------------------------------------------------------------ | ------------------------------ |
| 1. | 25. listopadu 2023 | Östersund         | smíšený závod dvojic | ŠvédskoSebastian Samuelsson Hanna Öbergová                                                      | NorskoSturla Holm Laegreid Juni Arnekleivová                                                     | FrancieFabien Claude Julia Simonová                                            | Švédsko                        |
| 2. | 25. listopadu 2023 | Östersund         | smíšená štafeta      | FrancieQuentin Fillon Maillet Émilien Jacquelin Justine Braisazová-Bouchetová Lou Jeanmonnotová | NorskoTarjei Bø Johannes Thingnes Bø Karoline Offigstad Knottenová Ingrid Landmark Tandrevoldová | ItálieDidier Bionaz Tommaso Giacomel Dorothea Wiererová Lisa Vittozziová       | Francie                        |
| 3. | 20. ledna 2024     | Anterselva        | smíšený závod dvojic | NěmeckoVanessa Voigtová Justus Strelow                                                          | NorskoIngrid Landmark Tandrevoldová Vetle Sjåstad Christiansen                                   | RakouskoLisa Theresa Hauserová Simon Eder                                      | Norsko                         |
| 4. | 20. ledna 2024     | Anterselva        | smíšená štafeta      | NorskoJuni Arnekleivová Karoline Offigstad Knottenová Tarjei Bø Johannes Thingnes Bø            | ItálieDorothea Wiererová Lisa Vittozziová Didier Bionaz Tommaso Giacomel                         | ŠvédskoAnna Magnussonová Elvira Öbergová Jesper Nelin Martin Ponsiluoma        | Norsko                         |
| MS | 7. února 2024      | Nové Město (MS)   | smíšená štafeta      | FrancieÉric Perrot Quentin Fillon Maillet Justine Braisazová-Bouchetová Julia Simonová          | NorskoTarjei Bø Johannes Thingnes Bø Karoline Offigstad Knottenová Ingrid Landmark Tandrevoldová | ŠvédskoSebastian Samuelsson Martin Ponsiluoma Hanna Öbergová Elvira Öbergová   | —                              |
| MS | 15. února 2024     | Nové Město (MS)   | smíšený závod dvojic | FrancieQuentin Fillon Maillet Lou Jeanmonnotová                                                 | ItálieTommaso Giacomel Lisa Vittozziová                                                          | NorskoJohannes Thingnes Bø Ingrid Landmark Tandrevoldová                       | —                              |
| 5. | 3. března 2023     | Oslo-Holmenkollen | smíšený závod dvojic | NorskoJuni Arnekleivová Vetle Sjåstad Christiansen                                              | ŠvédskoAnna Magnussonová Sebastian Samuelsson                                                    | FinskoSuvi Minkkinenová Otto Invenius                                          | Norsko                         |
| 6. | 3. března 2023     | Oslo-Holmenkollen | smíšená štafeta      | FrancieJulia Simonová Sophie Chauveauová Fabien Claude Quentin Fillon Maillet                   | ŠvédskoMona Brorssonová Elvira Öbergová Jesper Nelin Martin Ponsiluoma                           | NorskoIngrid Landmark Tandrevoldová Ida Lienová Tarjei Bø Johannes Thingnes Bø | Norsko                         |

## Pořadí Světového poháru

### Pořadí jednotlivců
Konečné pořadí po 21 závodech - muži

| Muži   | Muži                       | Muži |
| Pořadí | Jméno                      | Body |
| ------ | -------------------------- | ---- |
| 1.     | Johannes Thingnes Bø       | 1262 |
| 2.     | Tarjei Bø                  | 1080 |
| 3.     | Johannes Dale-Skjevdal     | 949  |
| 4.     | Sturla Holm Laegreid       | 862  |
| 5.     | Vetle Sjåstad Christiansen | 817  |
| 6.     | Émilien Jacquelin          | 712  |
| 7.     | Endre Strømsheim           | 700  |
| 8.     | Tommaso Giacomel           | 688  |
| 9.     | Sebastian Samuelsson       | 671  |
| 10.    | Martin Ponsiluoma          | 638  |
| 28.    | Michal Krčmář              | 252  |
| 55.    | Jakub Štvrtecký            | 44   |
| 64.    | Jonáš Mareček              | 30   |
| 74.    | Adam Václavík              | 15   |
| 85.    | Mikuláš Karlík             | 5    |
| 92.    | Vítězslav Hornig           | 1    |
| 94.    | Tomáš Mikyska              | 1    |

| Ženy   | Ženy                          | Ženy |
| Pořadí | Jméno                         | Body |
| ------ | ----------------------------- | ---- |
| 1.     | Lisa Vittozziová              | 1091 |
| 2.     | Lou Jeanmonnotová             | 1068 |
| 3.     | Ingrid Landmark Tandrevoldová | 1044 |
| 4.     | Justine Braisazová-Bouchetová | 1025 |
| 5.     | Julia Simonová                | 994  |
| 6.     | Lena Häckiová-Großová         | 853  |
| 7.     | Elvira Öbergová               | 829  |
| 8.     | Vanessa Voigtová              | 631  |
| 9.     | Karoline Offigstad Knottenová | 629  |
| 10.    | Janina Hettichová-Walzová     | 543  |
| 16.    | Tereza Voborníková            | 409  |
| 18.    | Markéta Davidová              | 361  |
| 26.    | Jessica Jislová               | 264  |
| 32.    | Lucie Charvátová              | 195  |

### Pořadí závodníků do 25 let
| Muži   | Muži               | Muži | Muži |
| Pořadí | Jméno              | Body | SP   |
| ------ | ------------------ | ---- | ---- |
| 1.     | Tommaso Giacomel   | 688  | 8.   |
| 2.     | Éric Perrot        | 622  | 11.  |
| 3.     | Didier Bionaz      | 348  | 21.  |
| 4.     | Johan-Olav Botn    | 231  | 29.  |
| 5.     | Campbell Wright    | 216  | 31.  |
| 6.     | Niklas Hartweg     | 206  | 32.  |
| 7.     | Otto Invenius      | 161  | 34.  |
| 8.     | Danilo Riethmüller | 153  | 37.  |
| 9.     | Lovro Planko       | 108  | 40.  |
| 10.    | Anton Vidmar       | 64   | 47.  |

| Ženy   | Ženy                        | Ženy | Ženy |
| Pořadí | Jméno                       | Body | SP   |
| ------ | --------------------------- | ---- | ---- |
| 1.     | Elvira Öbergová             | 829  | 7.   |
| 2.     | Juni Arnekleivová           | 492  | 13.  |
| 3.     | Tereza Voborníková          | 409  | 16.  |
| 4.     | Anna Gandlerová             | 351  | 19.  |
| 5.     | Sophie Chauveauová          | 347  | 20.  |
| 6.     | Amy Basergová               | 264  | 25.  |
| 7.     | Selina Grotianová           | 221  | 29.  |
| 8.     | Marthe Kråkstad Johansenová | 181  | 34.  |
| 9.     | Jeanne Richardová           | 157  | 39.  |
| 10.    | Beatrice Trabucchiová       | 95   | 46.  |

### Vytrvalostní závod
Konečné pořadí po 3 závodech
| Muži   | Muži                       | Muži |
| Pořadí | Jméno                      | Body |
| ------ | -------------------------- | ---- |
| 1.     | Johannes Thingnes Bø       | 195  |
| 2.     | Tarjei Bø                  | 165  |
| 3.     | Roman Rees                 | 137  |
| 4.     | Sturla Holm Laegreid       | 135  |
| 5.     | Vetle Sjåstad Christiansen | 128  |
| 6.     | Andrejs Rastorgujevs       | 118  |
| 7.     | Johannes Kühn              | 113  |
| 8.     | Justus Strelow             | 110  |
| 9.     | Johannes Dale-Skjevdal     | 102  |
| 10.    | Endre Strømsheim           | 90   |

| Ženy   | Ženy                          | Ženy |
| Pořadí | Jméno                         | Body |
| ------ | ----------------------------- | ---- |
| 1.     | Lisa Vittozziová              | 165  |
| 2.     | Ingrid Landmark Tandrevoldová | 155  |
| 3.     | Vanessa Voigtová              | 150  |
| 4.     | Lena Häckiová-Großová         | 122  |
| 5.     | Julia Simonová                | 110  |
| 6.     | Franziska Preussová           | 109  |
| 7.     | Elvira Öbergová               | 108  |
| 8.     | Lou Jeanmonnotová             | 105  |
| 9.     | Ida Lienová                   | 92   |
| 10.    | Karoline Offigstad Knottenová | 90   |

### Sprint
Konečné pořadí po 7 závodech
| Muži   | Muži                       | Muži |
| Pořadí | Jméno                      | Body |
| ------ | -------------------------- | ---- |
| 1.     | Tarjei Bø                  | 384  |
| 2.     | Johannes Thingnes Bø       | 324  |
| 3.     | Sturla Holm Laegreid       | 302  |
| 4.     | Benedikt Doll              | 301  |
| 5.     | Tommaso Giacomel           | 282  |
| 6.     | Philipp Nawrath            | 259  |
| 7.     | Johannes Dale-Skjevdal     | 245  |
| 8.     | Johannes Kühn              | 244  |
| 9.     | Vetle Sjåstad Christiansen | 241  |
| 10.    | Sebastian Samuelsson       | 241  |

| Ženy   | Ženy                          | Ženy |
| Pořadí | Jméno                         | Body |
| ------ | ----------------------------- | ---- |
| 1.     | Ingrid Landmark Tandrevoldová | 418  |
| 2.     | Justine Braisazová-Bouchetová | 410  |
| 3.     | Lisa Vittozziová              | 373  |
| 4.     | Lou Jeanmonnotová             | 333  |
| 5.     | Elvira Öbergová               | 265  |
| 6.     | Julia Simonová                | 259  |
| 7.     | Lena Häckiová-Großová         | 239  |
| 8.     | Karoline Offigstad Knottenová | 237  |
| 9.     | Mona Brorssonová              | 211  |
| 10.    | Franziska Preussová           | 193  |

### Stíhací závod
Konečné pořadí po 7 závodech
| Muži   | Muži                       | Muži |
| Pořadí | Jméno                      | Body |
| ------ | -------------------------- | ---- |
| 1.     | Johannes Thingnes Bø       | 491  |
| 2.     | Johannes Dale-Skjevdal     | 353  |
| 3.     | Tarjei Bø                  | 350  |
| 4.     | Sebastian Samuelsson       | 315  |
| 5.     | Sturla Holm Laegreid       | 294  |
| 6.     | Endre Strømsheim           | 289  |
| 7.     | Émilien Jacquelin          | 264  |
| 8.     | Vetle Sjåstad Christiansen | 248  |
| 9.     | Martin Ponsiluoma          | 238  |
| 10.    | Martin Ponsiluoma          | 230  |

| Ženy   | Ženy                          | Ženy |
| Pořadí | Jméno                         | Body |
| ------ | ----------------------------- | ---- |
| 1.     | Lisa Vittozziová              | 398  |
| 2.     | Julia Simonová                | 384  |
| 3.     | Lou Jeanmonnotová             | 378  |
| 4.     | Justine Braisazová-Bouchetová | 357  |
| 5.     | Ingrid Landmark Tandrevoldová | 318  |
| 6.     | Elvira Öbergová               | 297  |
| 7.     | Lena Häckiová-Großová         | 287  |
| 8.     | Vanessa Voigtová              | 221  |
| 9.     | Karoline Offigstad Knottenová | 216  |
| 10.    | Hanna Öbergová                | 297  |

### Závod s hromadným startem
Konečné pořadí po 4 závodech
| Muži   | Muži                       | Muži |
| Pořadí | Jméno                      | Body |
| ------ | -------------------------- | ---- |
| 1.     | Johannes Thingnes Bø       | 252  |
| 2.     | Johannes Dale-Skjevdal     | 249  |
| 3.     | Vetle Sjåstad Christiansen | 200  |
| 4.     | Tarjei Bø                  | 181  |
| 4.     | Émilien Jacquelin          | 151  |
| 6.     | Martin Ponsiluoma          | 149  |
| 7.     | Quentin Fillon Maillet     | 136  |
| 8.     | Sturla Holm Laegreid       | 131  |
| 9.     | Benedikt Doll              | 128  |
| 10.    | Andrejs Rastorgujevs       | 122  |

| Ženy   | Ženy                          | Ženy |
| Pořadí | Jméno                         | Body |
| ------ | ----------------------------- | ---- |
| 1.     | Lou Jeanmonnotová             | 252  |
| 2.     | Julia Simonová                | 241  |
| 3.     | Lena Häckiová-Großová         | 205  |
| 4.     | Justine Braisazová-Bouchetová | 202  |
| 5.     | Elvira Öbergová               | 159  |
| 6.     | Lisa Vittozziová              | 155  |
| 7.     | Ingrid Landmark Tandrevoldová | 153  |
| 8.     | Juni Arnekleivová             | 133  |
| 9.     | Hanna Öbergová                | 129  |
| 10.    | Sophie Chauveauová            | 120  |

### Štafeta
Konečné pořadí po 5 závodech
| Muži   | Muži      | Muži |
| Pořadí | Země      | Body |
| ------ | --------- | ---- |
| 1.     | Norsko    | 450  |
| 2.     | Německo   | 330  |
| 3.     | Itálie    | 290  |
| 4.     | Francie   | 270  |
| 5.     | Švédsko   | 209  |
| 6.     | Rakousko  | 200  |
| 7.     | Švýcarsko | 173  |
| 8.     | Slovinsko | 166  |
| 9.     | Česko     | 162  |
| 10.    | Finsko    | 162  |

| Ženy   | Ženy      | Ženy |
| Pořadí | Země      | Body |
| ------ | --------- | ---- |
| 1.     | Norsko    | 376  |
| 2.     | Švédsko   | 345  |
| 3.     | Francie   | 325  |
| 4.     | Německo   | 285  |
| 5.     | Itálie    | 206  |
| 6.     | Švýcarsko | 201  |
| 7.     | Česko     | 195  |
| 8.     | Rakousko  | 187  |
| 9.     | Ukrajina  | 175  |
| 10.    | Polsko    | 158  |

### Smíšené štafety
Konečné pořadí po 6 závodech
| Smíšené štafety | Smíšené štafety | Smíšené štafety |
| Pořadí          | Země            | Body            |
| --------------- | --------------- | --------------- |
| 1.              | Norsko          | 465             |
| 2.              | Francie         | 366             |
| 3.              | Švédsko         | 364             |
| 4.              | Německo         | 295             |
| 5.              | Itálie          | 293             |
| 6.              | Rakousko        | 241             |
| 7.              | Švýcarsko       | 230             |
| 8.              | Finsko          | 215             |
| 9.              | Česko           | 211             |
| 10.             | Slovinsko       | 201             |

### Pořadí národů
Konečné pořadí po 26 závodech
| Muži   | Muži      | Muži |
| Pořadí | Země      | Body |
| ------ | --------- | ---- |
| 1.     | Norsko    | 9375 |
| 2.     | Německo   | 8309 |
| 3.     | Francie   | 8131 |
| 4.     | Švédsko   | 7593 |
| 5.     | Itálie    | 7546 |
| 6.     | Švýcarsko | 6388 |
| 7.     | Rakousko  | 6348 |
| 8.     | Česko     | 6055 |
| 9.     | Slovinsko | 6004 |
| 10.    | Finsko    | 5770 |

| Ženy   | Ženy      | Ženy |
| Pořadí | Země      | Body |
| ------ | --------- | ---- |
| 1.     | Francie   | 8719 |
| 2.     | Norsko    | 8376 |
| 3.     | Švédsko   | 8295 |
| 4.     | Německo   | 8058 |
| 5.     | Itálie    | 7380 |
| 6.     | Švýcarsko | 6852 |
| 7.     | Česko     | 6726 |
| 8.     | Rakousko  | 6651 |
| 9.     | Ukrajina  | 6232 |
| 10.    | Polsko    | 5642 |

## Ukončení kariéry
Seznam uvádí významnější biatlonisty, kteří v průběhu či na konci sezóny ukončili sportovní kariéru: 
Muži:
- Benedikt Doll[31]
- Raido Ränkel[32]
- Matvej Jelisejev[33]
- Jevgenij Garaničev[34]
- Trevor Kiers[35]
- Peppe Femling[36]
- Christian Gow[37]

Ženy:
- Stina Nilssonová[38]
- Mona Brorssonová[39]
- Tilda Johanssonová[40]
- Jekatěrina Jurlovová-Perchtová[41]